# أسمى رسمية خانم

الملك الأفغاني محمود طرزي وزجته أسمى رسمية خانم.

أسمى رسمية خانم هي والدة الملكة ثريا طرزي زوجة الملك الأفغاني أمان الله خان. كانت محررة أفغانية ومديرة مدرسة و داعمة لحقوق المرأة والمساواة من أصل سوري, كانت أول امرأة تعمل كمديرة تحرير وكذلك أول مديرة في أفغانستان.

## حياتها
ولدت في دمشق في سوريا العثمانية. كانت ابنة صالح المسدية مؤذن الجامع الأموي. وفي عام 1891 تزوجت من السياسي والمحرر الأفغاني محمود طرزي. ثم انتقلت إلى أفغانستان عام 1901. كانت أفغانستان في هذا الوقت محافظة للغاية، وكانت أسمى غربية ومتحررة في نظر المجتمع الأفغاني في ذلك الوقت، فقد نشأت أسمى في الإمبراطورية العثمانية بعد إصلاحات التنظيمات. في عام 1913.
بدأ صهرها الملك أمان الله برنامج إصلاح تحديثي جذري بعد خلافته في عام 1919. وشمل ذلك البرنامج إصلاح وضع المرأة، وكان على نساء العائلة المالكة ولا سيما ابنتها الملكة ثريا أن يعملن كنماذج يحتذى بها للمرأة الأفغانية الحديثة. ثم تم دعم الإصلاح من قبل محمود طرزي وزوجته أسمى، حيث كانت هي ونساء عائلتها، ولا سيما بنات أختها بلقيس عفيزة وروح عفيزة، يشاركون بنشاط في هذه الإصلاحات.
كان زوجها رائد الصحافة في أفغانستان، وأصبحت أسمى رسمي مديرة تحرير أول مجلة نسائية في أفغانستان Ishadul Naswan والتي نُشرت في 17 مارس 1922. شاركت أسمى في تحرير المجلة مع ابنة أختها روح أفزة شقيقة حبيب الله طرزي، كما ساهمت ابنتها الملكة ثريا في المجلة بصفتها محررة، وكانت أسمى أول امرأة تعمل في مجال الصحافة في أفغانستان.
عُينت أسمى مديرة لإحدى مدارس البنات التي أسستها ابنتها. وبذلك كانت أيضًا أول امرأة تتولى منصب مدير مدرسة في أفغانستان.

## اقرأ أيضا
- المرأة في سوريا
- نسوية